# David Íñiguez i Gràcia
David Íñiguez i Gràcia (Barcelona, 1971) és un historiador, escriptor i professor universitari català, especialitzat en història militar i aeronàutica de la Guerra Civil espanyola.
Es llicencià en Història de l'art i es doctorà en Didàctica de les Ciències Socials i Patrimoni, en ambdós casos a la Universitat de Barcelona. En aquesta mateixa institució educativa impartí classes com a professor de Magisteri i formà part del grup de recerca DIDPATRI, des d'on desenvolupà tasques d'investigació al Centre de Documentació i Interpretació de l'Aviació i la Guerra Civil de l'Estació Territorial de Recerca del Penedès a Santa Margarida i els Monjos. També és membre de l'Associació d'Aviadors de la República (ADAR) i coordinador científic de la revista Ebre 38. L'any 2013 manifestà el seu suport, com a membre d'ADAR, a rebutjar un diploma atorgat per la delegada del Govern espanyol a Catalunya, María de los Llanos de Luna, després que se'ls barregés amb la Germandat de Combatents de la Divisió Blava en un homenatge de la Federació d'associacions cívico-militars a Sant Andreu de la Barca, volent fer de l'acte de lliurament un espai de reconciliació.

## Obres

### Com a autor
- El Vesper de la Gloriosa. L'aviació republicana (Llibres de matrícula, 2002)[9]
- Les fosses d'Albinyana. Guerra Civil 1936-1939 (Llibres de matrícula, 2003), amb Joan Santacana[10]
- Camps d'aviació republicans al Penedès durant la guerra civil (1936-1939)[7]
- Ebro 1938 (Inédita editores, 2005), juntament amb A. Besolí, D. Gesalí, FX Hernàndez i JC Luque[7][11][12]
- La batalla del Ebro (La Xara edicions, 2008)[13]
- La columna Macià-Companys (Fundació Josep Irla, 2008), juntament amb FX Hernàndez[5]
- Aviació i guerra a la Garriga 1933-1946. El camp d'aviació civil, l'aeròdrom militar i el final de la guerra (Ajuntament de la Garriga, 2009), juntament amb David Gesalí.[14][15]
- La guerra aèria a Catalunya (1936-1939) (Rafael Dalmau, 2012), juntament amb David Gesalí[16]
- Atac i defensa de la rereguarda. Els bombardeigs franquistes a les comarques de Tarragona i Terres de l'Ebre 1936-1939 (Cossetània, 2013), juntament amb Ramon Arnabat[17]
- Sota les bombes. Els atacs aeris a Catalunya durant la Guerra Civil (Angle editorial, 2017), juntament amb David Gesalí i Josep R. Casals[18][19]

### Com a coordinador
- El Penedès sota les bombes. Crònica d'un setge aeri 1937-1939. Alt Penedès, Baix Penedès i Garraf (Cossetània, 2012)[1][3]

### Col·laboracions
- «Guerra, franquisme i transició» a la revista El Temps[5][7]
- Documental Ruixats pel foc (ISOCAC-URV, 2013), juntament amb Danae López, Miquel Malet, Ramon Arnabat[20]